# Dagbog fra Porn Valley
Dagbog fra Porn Valley er en dansk dokumentarfilm fra 2014, der er instrueret af Nicole N. Horanyi.

## Handling
Denice er 25 år og har medvirket i hundredvis af pornofilm. De sidste mange år har hun dog haft travlt med at starte sin egen virksomhed, Skandinaviens største webcamsite, hvor modellerne poserer "live" og kan være i direkte kontakt med kunderne. Men nu har Denice besluttet sig for at gøre come-back i "Porn Valley" i Los Angeles. Hun pakker sine kufferter og tager til det velhavende Studio City i Los Angeles, hvor hun flytter ind i et 500 kvadratmeter stort hus, som ejes af pornofilmagenten Derek Hay, der også er ejer af LA Direct Models; det største talentagentur for pornoskuespillere i verden. Der bor ca. 10 unge pornomodeller i huset - nogle af dem er helt ned til 18 år, flere af dem er debutanter i en benhård branche. Men huset bliver også brugt til filmoptagelser og "live-streamings", hvor kunder over internettet kan komme i kontakt med modellerne og bede dem opfylde forskellige behov, mens der kigges på.